# Estació d'Estivella-Albalat dels Tarongers
Estivella-Albalat dels Tarongers és una estació de la línia C-5 de la xarxa de Rodalies Renfe de València situada al sud del nucli urbà d'Estivella a la comarca del Camp de Morvedre de la província de València. L'estació forma part de la línia Saragossa-València.
| Procedència/Destinació     | <      | Línia | >                | Procedència/Destinació |
| -------------------------- | ------ | ----- | ---------------- | ---------------------- |
| Rodalies València de Renfe |        |       |                  |                        |
| València-Nord Gilet        | Sagunt | C-5   | Algímia d'Alfara | Caudiel                |